# Троїцький собор (Самар)
Троїцький собор — історична пам'ятка в запорозькому місті Самар, центрі Самарської паланки. Споруджений у 1772—1781 народним майстром Якимом Погребняком із дерева без жодного залізного цвяха.
Конструктивно і композиційно Троїцький собор є винятковим мистецьким твором дерев'яної архітектури України, єдиним збереженим в Україні дев'ятидільним храмом, належить до 100 найкращих дерев'яних споруд світу[уточнити].

## Історія
Фундаторами Троїцького собору були старшини (кошовий І. Чепіга, самарський полковник Антін Головатий), козаки-січовики, соборний староста М. Петренко й інші.
Будівля являє собою дев'ятибанну симетричну композицію, з найвищою банею посередині (близько 65 метрів), чотирма дещо нижчими на чотири сторони світу і чотирма ще нижчими між ними. Має три престоли: Святої Трійці, апостолів Петра і Павла та Трьох Святителів.
Троїцький собор 1830 року було відремонтовано. У 1887–1888 роках — перескладено «по старому зразку», але з деякими змінами майстром-реставратором Олексієм Пахучим. Після реконструкції побудовано дзвіницю Свято-Троїцького собору.
У радянські часи собор використовували як склад. Ставлення тодішньої влади до цієї духовної пам'ятки українського народу покладене в основу роману Олеся Гончара «Собор».
Станом на 2012 рік пам'ятка перебувала в передаварійному стані, адже храм не ремонтували понад 130 років і він потребував негайного втручання реставраторів. У серпні 2012 розпочато реставрацію.

## Галерея

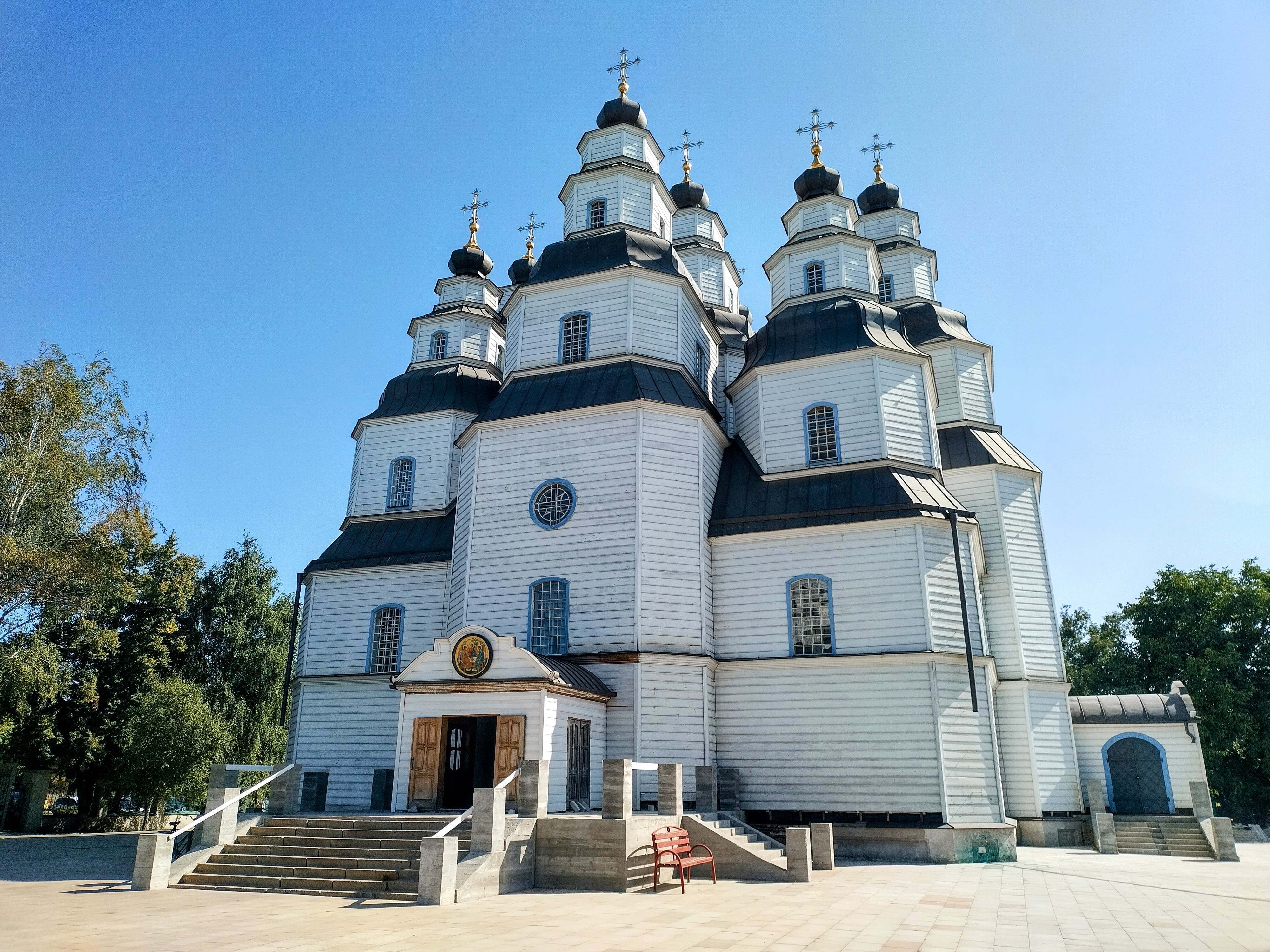
Головний фасад
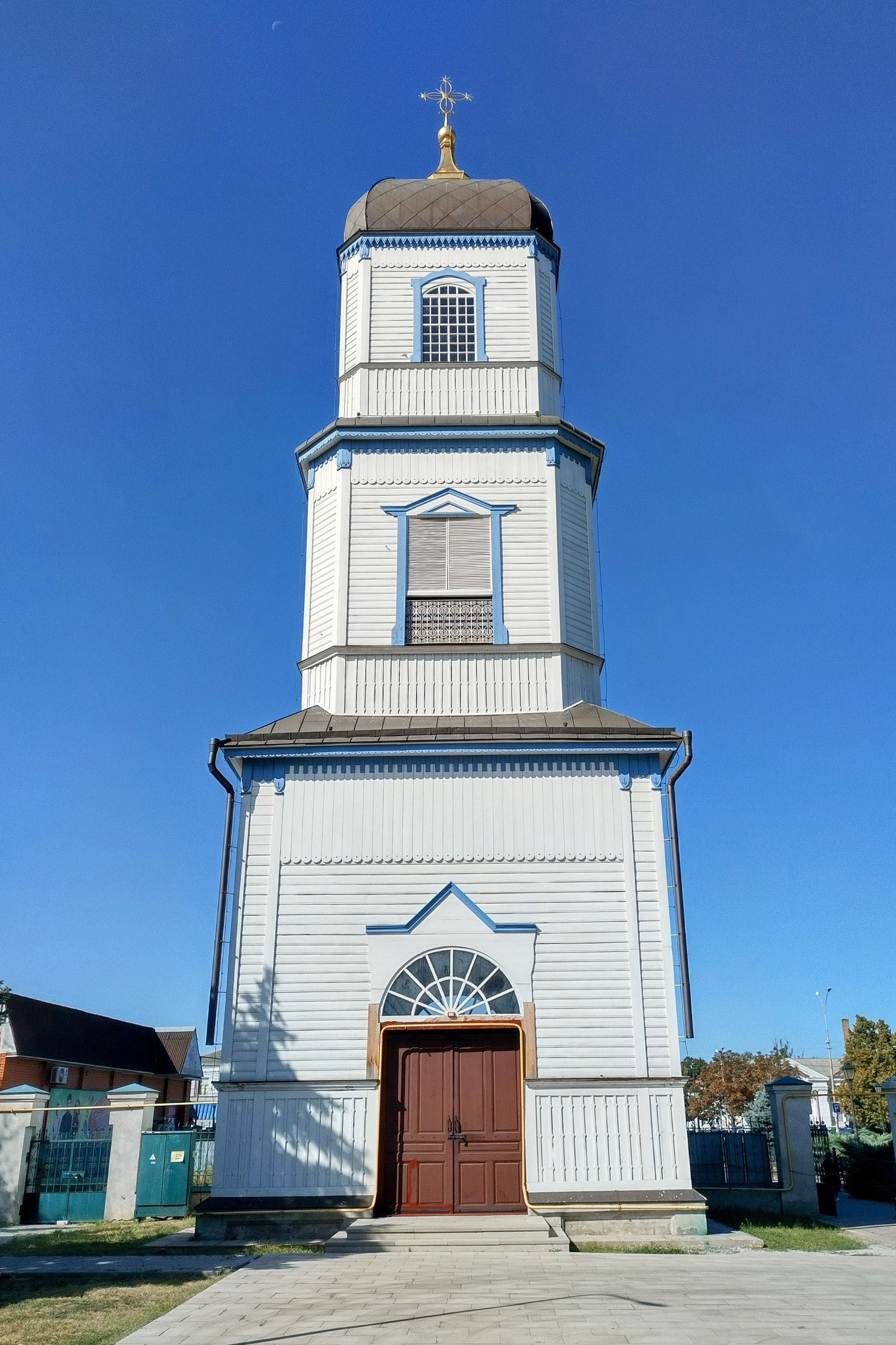
Дзвіниця
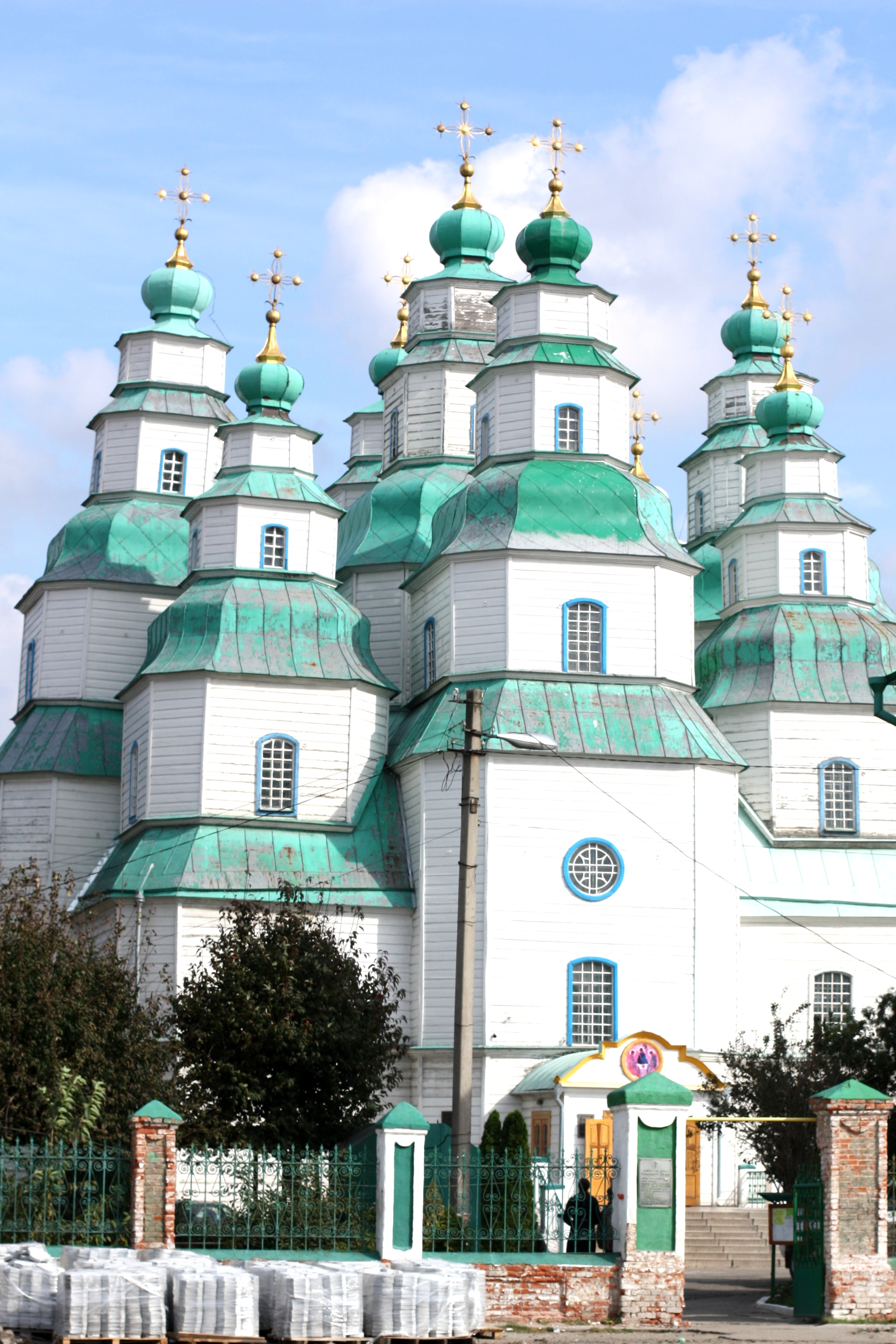
Реставрація собору (2012)
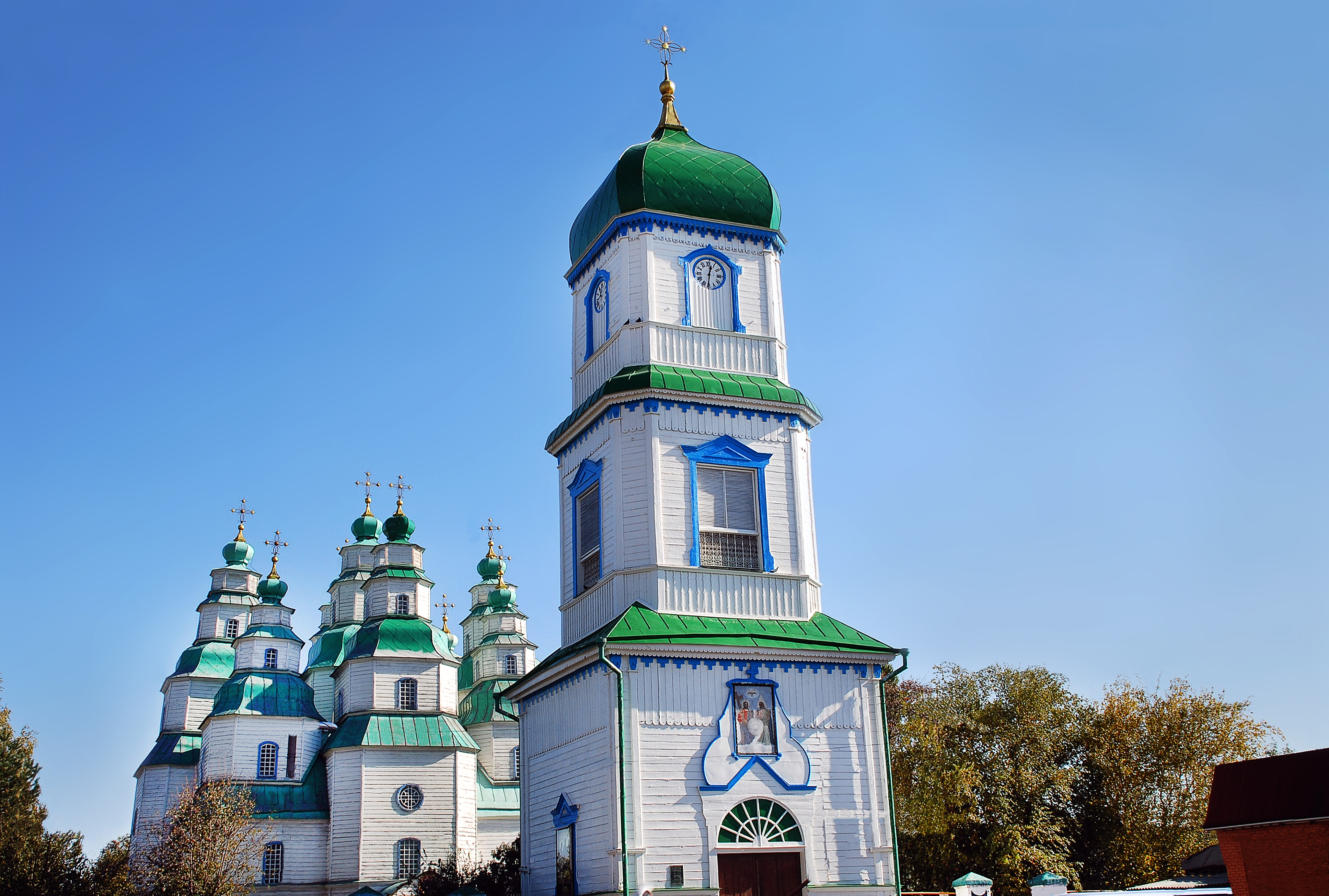
Панорамний вигляд
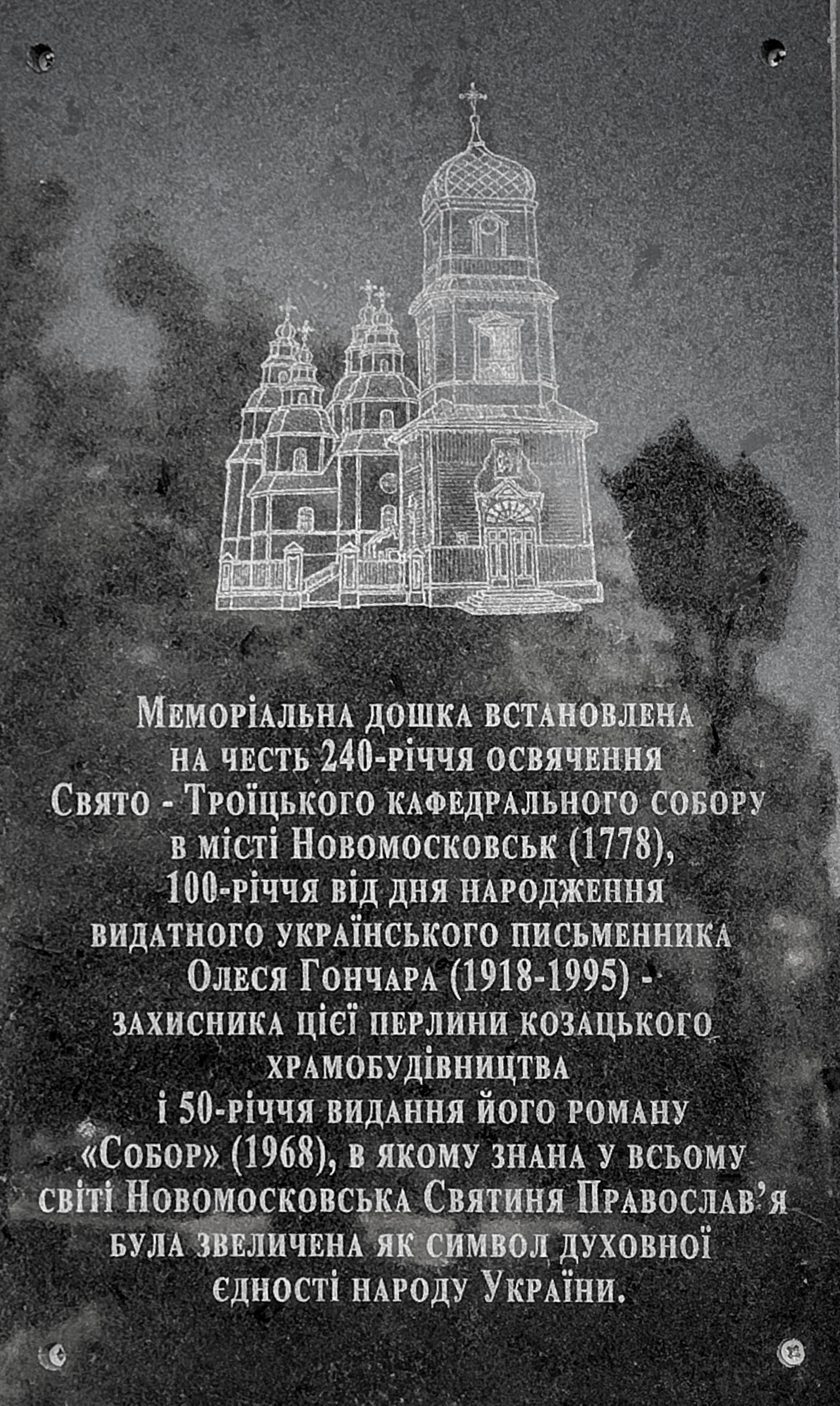
Меморіальна дошка
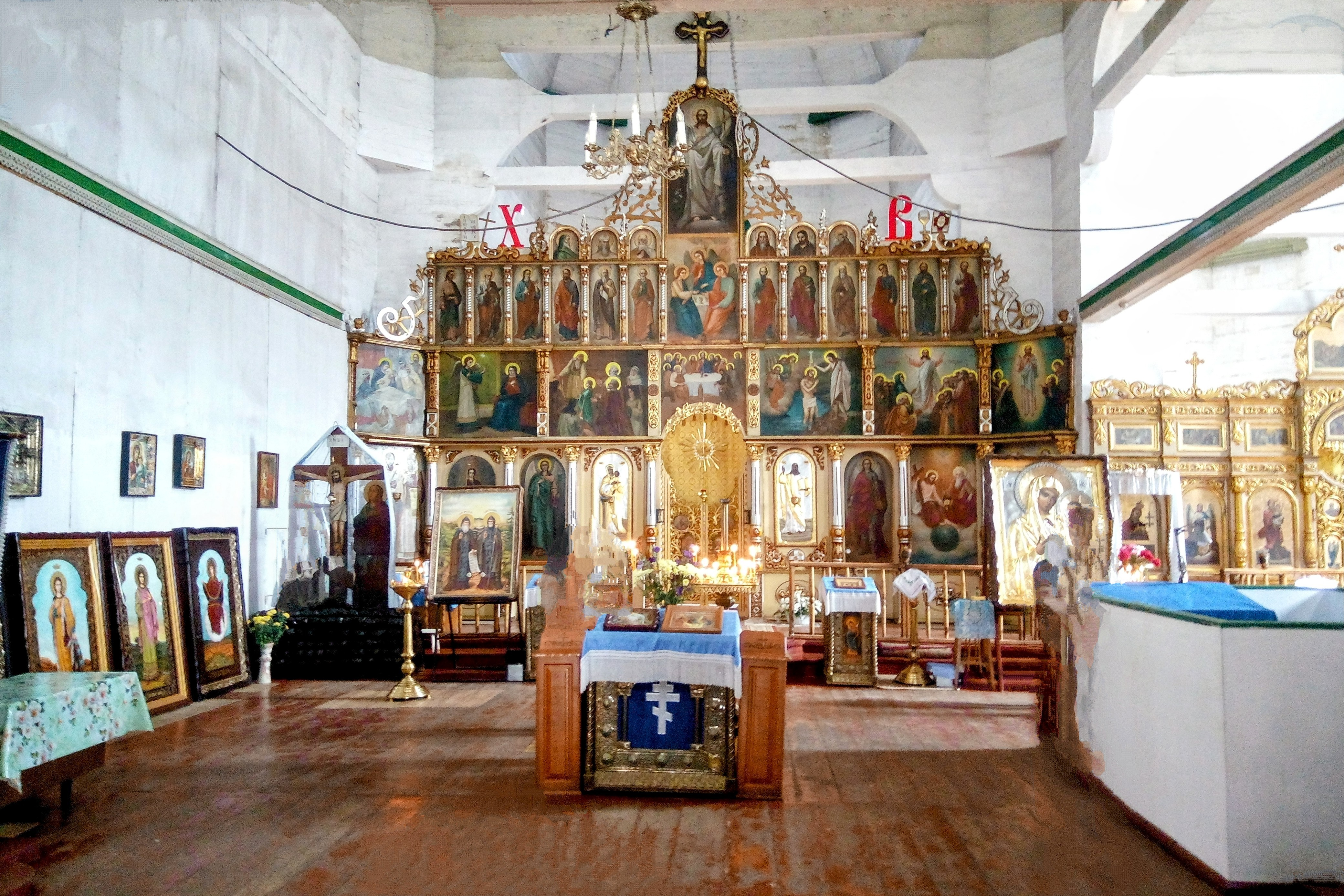
Внутрішній інтер'єр під час реставрації (2020)